# Piktogram
Piktogram je grafický znak (ideogram) znázorňující pojem nebo sdělení obrazově. Většinou jde o malý a srozumitelný nákres věci. Mají široké uplatnění vizuální komunikaci (předávání informací) v různých oblastech lidské činnosti. Piktogramy také stály na počátku vývoje písma.

## Příklady
Když se nakreslí srdce, každý hned pozná, že jde o znak „lásky“. Ale když někdo nakreslí propíchnuté srdce šípem, všichni hned poznají, že autor kresby nám sděluje „jsem zamilován“. Je to i určitý druh domluvy mezi lidmi, protože ne všichni lidé mluví stejným jazykem. Tak se stávají mezinárodním jazykem. Piktogramy pro vyjádření sdělení používají i barvy. Např. červená znázorňuje „ZÁKAZ“, „LÁSKU“ nebo „NEBEZPEČÍ“. I ostatní barvy (modrá, bílá, černá) mají svůj specifický význam.
Piktogram je též nezbytnou pomůckou k zachycování prostorových informací do map. Piktogramy využívají sporty jako je turistika či orientační běh. Orientační běžci využívají vlastní piktogramy pro bližší popis kontrol, jsou nedílným nástrojem práce mapaře.
Některé piktogramy jsou stejné pro celý svět, celou oblast, celý stát, město. Například dopravní značky jsou piktogramy určené pro řízení a regulaci silničního provozu na pozemních komunikacích.

## Piktografické písmo
Už prehistorické civilizace kreslily na zdi piktogramy, z kterých se později vyvinula obrázková písma. Hláskové písmo vzniklo až po obrázkovém písmu. Fénické písmo je nejstarší známé hláskové písmo mající jiný znak pro jinou hlásku.

## Zajímavosti
V roce 1849 žádali pomocí piktogramů Indiáni o navrácení lovišť Kongres USA[zdroj?].